# 古斯島 (喬治亞州)
古斯島（英語：Goose Island）是位於美國喬治亞州吉爾默縣的一個非建制地區。該地的面積和人口皆未知。

## 地理
古斯島的座標為34°47′07″N 84°24′09″W / 34.78528°N 84.40250°W，而該地的平均海拔高度為454米（即1589英尺）。